# Katanning
|                       | Jan  | Feb  | Mär  | Apr  | Mai  | Jun  | Jul  | Aug  | Sep  | Okt  | Nov  | Dez  |   |       |
| Mittl. Tagesmax. (°C) | 29,9 | 29,6 | 27,1 | 23,4 | 19,2 | 16,0 | 14,9 | 15,7 | 17,8 | 21,2 | 25,2 | 28,1 | ⌀ | 22,3  |
| Mittl. Tagesmin. (°C) | 13,6 | 14,0 | 12,9 | 10,6 | 8,1  | 6,1  | 5,4  | 5,6  | 6,5  | 7,6  | 10,3 | 12,1 | ⌀ | 9,4   |
|                       |      |      |      |      |      |      |      |      |      |      |      |      |   |       |
| Niederschlag (mm)     | 19,9 | 11,3 | 19,8 | 28,7 | 54,4 | 66,0 | 71,5 | 62,7 | 48,3 | 25,7 | 26,5 | 15,8 | Σ | 450,6 |
|                       |      |      |      |      |      |      |      |      |      |      |      |      |   |       |
| Regentage (d)         | 3,1  | 3,5  | 4,9  | 6,4  | 11,8 | 15,9 | 17,9 | 16,6 | 13,8 | 9,4  | 6,8  | 4,4  | Σ | 114,5 |

| 13,6 |

| 14,0 |

| 12,9 |

| 10,6 |

| 8,1 |

| 6,1 |

| 5,4 |

| 5,6 |

| 6,5 |

| 7,6 |

| 10,3 |

| 12,1 |

| 13,6 |

| 14,0 |

| 12,9 |

| 10,6 |

| 8,1 |

| 6,1 |

| 5,4 |

| 5,6 |

| 6,5 |

| 7,6 |

| 10,3 |

| 12,1 |

Katanning ist ein Ort in der Great Southern Region von Western Australia, der sich 277 Kilometer südöstlich von Perth auf dem Great Southern Highway befindet.

## Etymologie
Obwohl die Bedeutung von Katanning unklar ist, glaubt man, dass es ein lokales Aborigines-Wort ist, das Treffpunkt der Spitzen der Volksstämme (Kart-annin), oder helle Lache des süßen Wassers (Kartanup) bedeutet. Eine andere Version besagt, dass die Stadt nach dem Namen einer Frau der örtlichen Aborigines benannt ist.

## Geschichte
Der Gouverneur James Stirling und der Generalvermesser John Septimus Roe waren die ersten Europäer, die die Region des heutigen Katanning erkundeten. 1835 durchquerten sie die Region auf der Reise von Perth nach Albany.
Um 1870 kamen einige Sandelholzfäller in die Region, aber ohne zu siedeln. 1889 entstand die Stadt mit dem Ausbau des Great Southern Railway, der die Strecke von Perth nach Albany führt.
Der Standort der Stadt wurde anfänglich von der Western Australian Land Company entwickelt. 1896 erwarb die australische Regierung die Eisenbahnstrecke sowie den Raum, den die Stadt umfasst. 1898 wurde Katanning amtlich bekannt gegeben.
1891 wurde nicht weit vom Stadtzentrum eine Getreidemühle von den Brüdern Frederick und Charles Piesse angebaut. Seinerseits pflanzten die lokale Landwirte Weizen an. Dadurch hat Katanning sich wirtschaftlich entwickelt. Heute fungiert die Mühle als Museum.
Um 8:00 morgens am 10. Oktober 2007 ereignete sich ein Erdbeben in der Region. Es hatte eine Magnitude von MW = 4,8 auf der Richterskala, und war in der Region das größte Erdbeben seit 40 Jahren.
Heute ist Katanning ein regionales Dienstleistungs-Zentrum für die Great Southern Region.

## Religion
Verschiedene Religionen werden in der Stadt praktiziert. In Katanning wohnen Christen, Anglikaner, Baptisten, Lutheraner, Adventisten, Zeugen Jehovas und Muslime. Bei den Muslimen handelt es sich hauptsächlich um Zuwanderer, die in den 1970er Jahren von den Kokosinseln in die Stadt kamen.

## Sehenswertes
- In der Stadt gibt es eine burgähnliche Struktur, die als Weinkellerei gebaut wurde.
- In Austral Terrace, neben der Eisenbahnlinie ist eine Statue von Frederick Henry Piesse gelegen. Sie wurde von Pietro Porcelli gebaut. Im Jahre 1916 wurde sie gesetzt.

## Persönlichkeiten
- Kevin O’Halloran (1937–1976), Schwimmer